# Bob C. Riley
Bob Cowley Riley (ur. 18 września 1924, zm. 16 lutego 1994) – amerykański polityk ze stanu Arkansas, związanym z Partią Demokratyczną. Riley pozostaje znany głównie jako gubernator rodzinnego stanu przez dziesięć dni na początku roku 1975.
Urodził się w Little Rock, gdzie też uczęszczał do publicznych szkół. W czasie II wojny światowej służył w szeregach US Army. W roku 1950 ukończył University of Arkansas, a dyplom master's degree uzyskał rok później (1951).
W latach 1946–1950 był członkiem stanowej Izby Reprezentantów. Następnie przez cztery (1951–1955) lata wykładał na Little Rock University. W 1957 uzyskał dyplom doktorski swej dawnej uczelni.
W latach 1960–1966 był radnym miejskim w Arkadelphii, gdzie również pracował w miejscowej uczelni. Burmistrzem tego miasta został w roku 1966 i sprawował ten urząd do 1967.
W roku 1970 wybrano go wicegubernatorem Arkansas u boku Dale'a Bumpersa, przy czym wybrano ich ponownie w 1972. Pełnili swe funkcję przez dwie dwuletnie (1971–1975) kadencje.
Kiedy Dale Bumpers musiał ustąpić 3 stycznia 1975 z urzędu gubernatora, aby móc objąć stanowisko senatora federalnego, Riley został zaprzysiężony na gubernatora. Urząd pełnił 10 (3–13 stycznia 1975) dni.
Po swoim krótkim zasiadaniu na fotelu szefa stanowej władzy wykonawczej Riley powrócił do nauczania na Ouachita Baptist University w Arkadelphii. Śmierć w wielu niespełna 70 lat przerwała jego pracę akademicką.